# Ljubica Jelušič
Ljubica Jelušič (née le 16 juin 1960 à Koper, Slovénie), est une femme politique slovène. Elle a été ministre de la Défense du 21 décembre 2008, succédant à Karl Erjavec, au 10 février 2012, remplacée par Aleš Hojs.